# لويس إنريكي ديلغادو
لويس إنريكي ديلغادو (بالإسبانية: Luis Bernabéu Delgado) (26 أكتوبر 1980 في كولومبيا - ) هو لاعب كرة قدم كولومبي في مركز حراسة المرمى. لعب مع نادي ميلوناريوس وديبورتيس توليما وريال قرطاجنة وريال سانتاندير وأتليتيكو بوكارامانغا وأليانزا بتروليرا.

## وصلات خارجية
- لويس إنريكي ديلغادو على موقع قاعدة بيانات كرة القدم.إي يو (الإنجليزية)
- لويس إنريكي ديلغادو على موقع Soccerway.com (الإنجليزية)
- لويس إنريكي ديلغادو على موقع AS.com (الإسبانية)